# Caleb Walton West
Caleb Walton West (Cynthiana, 25 de maio de 1844 –  25 de janeiro de 1909) foi um político norte-americano que serviu como governador do território de Utah duas vezes.

## Biografia
Nascido em Cynthiana, Kentucky, West frequentou a Academia Millersburg e serviu no Exército Confederado, onde esteve encarcerado a maior parte do tempo como prisioneiro de guerra. Ele foi escolhido por Grover Cleveland para substituir Eli Murray em 1886 no cargo de governador do território de Utah. West incentivou a organização de grupos como a Câmara de Comércio de Salt Lake, que serviriam a amplos interesses da comunidade e incluiriam todos os elementos da sociedade. O seu primeiro mandato terminou com a eleição de Benjamin Harrison em 1888, mas ele retornou como governador em 1893 após a reeleição de Cleveland. Em janeiro de 1896, o governo passou de West para Heber M. Wells, o primeiro governador do estado. West foi um agente especial do Tesouro dos Estados Unidos na costa oeste até 1901. West morreu em 1909.